# Vanna
Vannøya, eller Vanna er en ø som ligger yderst i Karlsøy kommune i Troms og Finnmark fylke i Norge.
Vannøya hed oprindelig Vorn eller Varna, som betyder «den som gir vern». Øen har et areal på 227,32 km² (inklusive Kåja og Lille Skorøya), og er kommunens næststørste og Norges 18. største ø.
Der går færge (riksvei 863) mellem Skåningsbukt på Vannøya og Hansnes på Ringvassøy.
Færgen til Vannøya tager ca. 40 minutter og der er 70 km fra Tromsø til Hansnes.

## Natur, kultur og erhvervsliv
Hovederhvervet på Vannøya er fiskeri og der er flere havbrug på øen. I mindre grad er der gårde med får, grise og rensdyr. Vannøyas kirke ligger på vestsiden af øen; Sengskroken kapel blev bygget i 1962 (indviet 02.09.62) og restaureret 1981/1986. Kapellet er en langkirke i træ med plads til 225 mennesker. Hamre Stadion ligger syd for kirken. Vannøya har et rigt naturliv og gode muligheder for fiskeri både på hav og i vandløb (Skipsfjordelva og Vannareidvassdraget). Af dyreliv findes det f.eks. mængder af havfugle, havørn, rype, snehare og hvaler. Vannøya har de senere år fået en stor elgstamme, som i hovedsagelig holder til på den sydlige del af øen. I 2008 var første år med elgjagt, fem dyr blev nedlagt. Elgstammen på den sydlige del af øen er så stor at den ofte fouragerer i haver for at dække sit næringsbehov om vinteren. Der er planlagt en vindkraftpark med Norges hidtil største vindmøller på Fakken, mellem Vannvåg og Kristoffervalen. Torsvåg fyr ligger yderst nord-vest på øen.

## Byer og bygder
- Kristoffervalen og Vannavalen ligger på nordøstsiden af Vannøya. Her er der havn, havbrug og et af Nordens største klipfiskeanlæg. I Kristoffervalen er der børnehave og her er også redningsbåden «Erik Bye»stationeret med sin faste besætning. Dronning Sonja åbnede i 2012 en kultursti som går fra bydehuset over til Hamre på Vannareid. [2]

- Vannvåg ligger på den sydøstlige side af Vannøya. Her er der havn og fiskeindustri. Grundskole for den østlige del af Vanna (52 elever 2011/2012). Der er børnehave, svømmehal, alpinbakke, post og handel. Vannvåg har også anløb af hurtigbåden mellem Tromsø og Skjervøy.

- Lanesøyra ligger på sydsiden af Vannøya. Her ligger et ungdomshus og mange, afmærkede natur- og kulturstier. Løjpenettet starter på Lanes, ved Ungdomshuset til Bygdelaget Ørheim og i Sjåvika. Der er opmærket løjpe fra Lanesøyra til Skarbruna og Skipsfjorden.

- Vannareid ligger på vestsiden af Vannøya. Her er der grundskole med opvækstcenter for den vestlige del af Vannøya (ca. 38 elever 2012/2013 i skolen). Der er post og handel.

- Burøysund ligger nordøstsiden af Vannøya. Dette har været et meget aktivt fiskeleje, men fiskeriet blev nedlagt i 2003. Her ligger Burøysund bygdemuseum.

- Torsvåg ligger yderst, på nordvestsiden af Vannøya. Fiskelejet Torsvåg har vært aktivt i mange hundrede år og har også været et vigtigt kirkested. I dag danner moler på begge sider af holmen Kåja en lun havn. På Kåja ligger et af Vannøyas fiskeindustri, “Torsvågbruket” og på toppen af Kåja er Torsvåg fyr.